# Counter-Service

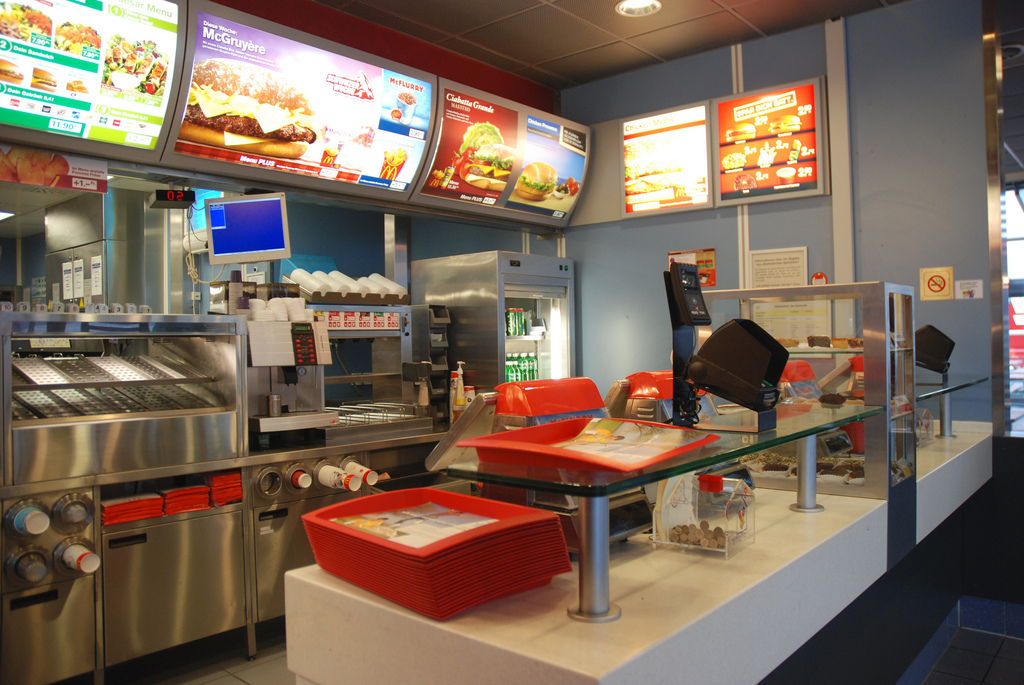
Bestell- und Bedientheke bei McDonald’s (Schweiz, 2008)

Der Counter-Service (deutsch etwa: Schalterdienst) ist in eine Verkaufsform in der Systemgastronomie.
Beim Counter-Service werden die Speisen an einer zentralen Theke bestellt und dort ausgegeben und bezahlt. Somit handelt es sich nicht um Selbstbedienung. Ein Vorteil des Counter-Service gegenüber der Selbstbedienung ist sein niedriger Platzbedarf. Dem steht entgegen, dass wegen der geringen Verkaufsfläche nur ein schmales Sortiment möglich ist. Außerdem ist das System oft  unflexibel, weil die technischen Geräte nur auf dieses Sortiment abgestimmt sind.
Bekannte Beispiele für diesen Verkaufstyp sind die Systeme von Burger King und McDonald’s.